# Гінріх Келлінг
Гінріх Келлінг (нім. Hinrich Kelling; 20 грудня 1904, Бюдельсдорф — ?) — німецький офіцер-підводник, капітан-лейтенант крігсмаріне.

## Біографія
1 квітня 1925 року вступив на флот. З жовтня 1938 року — старший штурман на підводному човні U-28. В березні-листопаді 1940 року пройшов курс командира човна. З 27 листопада 1940 по 31 серпня 1942 року — командир U-150. У вересні пройшов підготовку в 24-й флотилії, а в жовтні був направлений в 22-гу флотилію. З 4 січня по 19 листопада 1943 року — командир U-37, одночасно з 27 вересня по жовтень виконував обов'язки командир U-423. З листопада 1943 року — командир плавучої бали підводних човнів «Вільгельм Бауер». В квітні 1945 року переданий в розпорядження 26-ї флотилії, проте не отримав нового призначення.

## Звання
- Лейтенант-цур-зее (1 жовтня 1940)
- Оберлейтенант-цур-зее (1 жовтня 1941)
- Капітан-лейтенант (1 квітня 1944)

## Нагороди
- Медаль «За вислугу років у Вермахті» 4-го і 3-го класу (12 років)